# Анжел Вагенщайн
Вижте пояснителната страница за други личности с името Вагенщайн.
Анжел Раймонд Вагенщайн (Джеки) е български режисьор, сценарист, писател, общественик, народен представител и участник в комунистическото съпротивително движение по време на Втората световна война.

## Биография

### Произход и младежки години
Анжел Вагенщайн е роден на 17 октомври 1922 година в Пловдив в семейство на сефарадски евреи. По-голям брат е на Емил Вагенщайн. Прекарва детството си във Франция, където родителите му емигрират по политически причини заради левите си убеждения. След амнистия семейството се завръща в България. Вагенщайн става член на РМС на 16 години.

### Участие в Съпротивителното движение по време на Втората световна война
Включва се активно в дейността на антифашистка бойна група. По Закона за защита на държавата е въдворен в „еврейски трудов лагер“ в Македония. Бяга от лагера и става комунистически партизанин. След бойна акция е арестуван и осъден на смърт по Закона за защита на държавата през 1944 година. При бомбардировките над София затворът е частично разрушен, а затворниците са преместени в Сливенския затвор. Това забавя изпълнението на присъдата, а смяната на властта в България го спасява.

### Творческа кариера
Завършва кинодраматургия в Москва. Автор е на 50 сценария за филми – игрални, документални и анимационни. От 1950 г. става сценарист в Българска кинематография и в ДЕФА. Филмът по негов сценарий „Звезди“ от 1959 година на режисьора Конрад Волф е удостоен със Специалната награда на журито на кинофестивала в Кан. Сред най-известните му сценарии са тези за филмите „Допълнение към закона за защита на държавата“, „Гоя“, „Звезди в косите, сълзи в очите“, „Борис I“ и „След края на света“. През 1980 г. е член на международното жури на 30-ия Берлински международен кинофестивал.
През 90-те години се отдава на писателска дейност и публикува романите „Петокнижие Исаково“, „Далеч от Толедо“ и „Сбогом, Шанхай“, последните два с международни отличия. Книгите му са преведени на много езици, включително френски, английски, руски, немски, испански и италиански.

### Обществена работа в края на 80-те години и след това
- Член е на Комитета за защита на Русе[4];
- Един от 12-те интелектуалци, поканени на закуска от президента на Франция Франсоа Митеран във френското посолство в България през януари 1989 г.;
- Участник в Кръглата маса от страна на БСП;
- Народен представител в VII велико народно събрание от листата на БСП (1990 – 1991).

## Семейство
Женен, има двама синове – Раймонд и Пламен.

## Награди и номинации
- Носител на френското звание „Офицер на Ордена за заслуги към нацията“
- Романът „Сбогом, Шанхай“ става носител на Наградата за европейска литература Жан Моне (2004)[5] и е номиниран за Наградата за роман на годината ВИК за 2004 г.[6] и за международната литературна награда на Haus der Kulturen в Берлин.
- Романът „Петокнижие Исаково“ получава Награда „Христо Ботев“ за 1998 г. и Литературната награда Adei Wizo (2010)[7][8].
- Романът „Далеч от Толедо“ получава Годишната награда на Съюза на българските писатели за 2002 г. и Годишната награда „Alberto Benveniste“ за 2003 г.[9]
- През 2003 г. Анжел Вагенщайн е удостоен с орден „Стара планина“ първа степен.[10]
- Отличен от Министър-председателя на България Пламен Орешарски с Държавна награда „Св. Паисий Хилендарски“ (2013)[11]
- По случай 100-годишнината на Съюза на българските писатели през 2014 г. е удостоен с медал „Иван Вазов“.[12]

## Противоречия
По време на студентската окупация на Софийския университет през ноември 2013 година Вагенщайн публикува „Писмо до непознат студент“, в което изразява своето мнение, че студентите са употребени от политическите противници на правителството на Пламен Орешарски. Възмущение от писмото изразява журналистът Мартин Карбовски.
След обявяването на Анжел Вагенщайн като носител на Държавната награда „Св. Паисий Хилендарски“ за 2013 година, земеделският лидер и депутат в три поредни парламента (XXXVII, XXXVIII и XXXIX НС) Моньо Христов заявява, че Вагенщайн е един от моралните убийци на земеделеца Никола Петков и не бива да бъде носител на престижната награда. Според Христов в края на 40-те години, когато Никола Петков е арестуван и е предстояло дело срещу него, Вагенщайн по поръчка на БКП е снимал филми за Никола Петков, в които е злепоставял земеделеца. В кинопрегледи от 1947 и 1948 година Вагенщайн е показвал богатата къща, в която е живеел Никола Петков, колосаните яки на фрака му и английските пури, които е пушел, от което правел извода, че Петков е английски шпионин. Моньо Христов също така твърди, че Анжел Вагенщайн не признава ролята на българския народ за спасяването на българските евреи и вместо това приписва заслугата за оцеляването им на Тодор Живков. Помолен в интервю за коментар относно отправените му обвинения, Вагенщайн ги определя като „смехотворна клюка“ и посочва, че по времето на процеса срещу Никола Петков (1947 година) все още дори не е бил постъпил като студент по кинодраматургия и не е имал никакви знания и умения в сферата на кинематографията, така че при най-добро желание не би могъл да снима кинопрегледи.

### Проза
- Петокнижие Исааково (За нещата от живота на Исаак Якоб Блуменфелд през две войни, в три концлагера и пет години). София: Христо Ботев, 1998, 260 с.
Петокнижие Исааково (За нещата от живота на Исаак Якоб Блуменфелд през две войни, в три концлагера и пет години). София: Христо Ботев, 2000, 260 с.
Петокнижие Исааково (За нещата от живота на Исаак Якоб Блуменфелд през две войни, в три концлагера и пет години). София: Колибри, 2002, 266 с. ISBN 9545292369
Петокнижие Исааково (За нещата от живота на Исаак Якоб Блуменфелд през две войни, в три концлагера и пет години). София: Колибри, 2011, 216 с.
- Далеч от Толедо. София: Колибри, 2002, 278 с. ISBN 9545292318
Далеч от Толедо (Аврам Къркача). София: Колибри, 2011, 280 с.
- Три сценария (Звезди. Звезди в косите, сълзи в очите. Борис Първи). София: Колибри, 2002, 286 с.
- Сбогом, Шанхай. София: Колибри, 2004, 320 с. ISBN 9545293047[17]
Сбогом, Шанхай. София: Колибри, 2009, 358 с.
- Преди края на света. Драскулки от неолита. София: Колибри, 2011, 302 с. ISBN 9789545299711[18][19]
- Серенада за балканска гайда. Есета и други драскулки. София: Синева, 2015, 300 с. ISBN 9786197086188
- Съновидение за св. Борис I. София: Колибри, 2015, 224 с. ISBN 9786191505746
Съновидение за св. Борис I. Илюстровано издание. Художник Маглена Константинова. София: Колибри, 2022, 140 с. ISBN 9786190211020
- Отвъд стените. Разкази и новели. София: Колибри, 2021, 168 с. ISBN 9786190207757

### За деца
- Приказка за Ла Минор. Пловдив: Жанет 45, 2014, 48 с. ISBN 9786191860272

## Избрана филмография
- 1951: Тревога – реж. Захари Жандов (заедно с Орлин Василев)
- 1952: Наша земя – реж. Антон Маринович и Стефан Сърчаджиев
- 1954: Септемврийци – реж. Захари Жандов
- 1956: Две победи – реж. Борислав Шаралиев
- 1958: Законът на морето – реж. Яким Якимов
- 1958: Ребро Адамово – реж. Антон Маринович
- 1959: Звезди – реж. Конрад Волф
- 1962: Двама под небето – реж. Борислав Шаралиев
- 1965: Chronik eines Mordes – реж. Йо Хаслер
- 1966: Der kleine Prinz (TV) – реж. Конрад Волф
- 1968: Heimlichkeiten – реж. Волфганг Шауте
- 1970: Езоп – реж. Рангел Вълчанов
- 1971: Goya – oder der arge Weg der Erkenntnis – реж. Конрад Волф
- 1972: Eolomea – реж. Херман Чоше
- 1976: Допълнение към Закона за защита на държавата – реж. Людмил Стайков
- 1977: Звезди в косите, сълзи в очите – реж. Иван Ничев
- 1985: Борис I – реж. Борислав Шаралиев
- 1985: Мъгливи брегове (реж. Юлий Карасик) – (заедно с Будимир Металников)
- 1996: Shanghai 1937 (TV) – реж. Петер Пацак